# Mohamed Amine Sbihi
 (juillet 2012).
Si vous disposez d'ouvrages ou d'articles de référence ou si vous connaissez des sites web de qualité traitant du thème abordé ici, merci de compléter l'article en donnant les références utiles à sa vérifiabilité et en les liant à la section « Notes et références ».
Mohamed Amine Sbihi (né le 24 décembre 1954) est un homme politique marocain, affilié au Parti du progrès et du socialisme. Le 3 janvier 2012, il a été nommé ministre de la Culture dans le Gouvernement Benkirane.

## Parcours
Après avoir obtenu un doctorat de 3e cycle en statistique et recherche opérationnelle à l'Université Pierre et Marie Curie - Paris VI (France)  ainsi qu'un Ph.D en sciences mathématiques, spécialité probabilités et statistiques, à l'Université McGill au Canada, Mohamed Amine Sbihi a exercé  à la Faculté des sciences de Rabat entre 1990 et 2005, en tant que maître de conférence et professeur de l'enseignement supérieur. Parallèlement à son parcours académique, il s'est intéressé à la politique dès 1975, date de son entrée au Parti du progrès et du socialisme (PPS). Mais, ce n'est que 20 ans plus tard qu'il accèdera à son premier poste-clé au sein du PPS, dont il est devenu, en 1995, membre du comité central. En 2005, il est élu membre du bureau politique et nommé, la même année, coordonnateur national du secteur de l'éducation et de la formation au parti. Le poste le plus récent auquel il a accédé au sein du PPS en 2010, a été celui de responsable des élections auprès du bureau politique. Homme aux multiples casquettes, Mohamed Amine Sbihi compte également à son actif plus de 20 ans d'activités au service de l'université marocaine et du secteur de l'éducation nationale en général. Ainsi, après avoir été chargé, entre 1990 et 1992, des questions d'ordre pédagogique et organisationnel au sein de la cellule supervisant le projet de l'université Al Akhawayn au Secrétariat particulier du roi Hassan II, il s'est vu confier jusqu'en 1996 la vice-présidence de la même université. Pendant deux ans (de 1998 à 2000), il a été directeur du cabinet du ministre de l'Éducation nationale Moulay Ismaïl Alaoui dans le Gouvernement el-Youssoufi I. Enfin, il est, depuis 1996, conservateur de la bibliothèque Sbihi de Salé. L'action associative figure, elle aussi, parmi les domaines d'intérêt de Sbihi, qui est, notamment, membre fondateur des associations Al Jisr (1999), Sala Al Moustaqbal (2006), et du centre d'études et de recherches Aziz Belal (1985).